# Конюс, Эсфирь Мироновна
Эсфирь Мироновна Конюс (также Зайдеман-Конюс, урождённая Зайдеман;  6 (18) декабря 1896, Москва — 1964, там же) — советский врач-педиатр, гигиенист, организатор здравоохранения и историк медицины, доктор медицинских наук (1943), профессор.

## Биография
Родилась 6 декабря (по старому стилю) 1896 года в Москве в семье Хаи-Миры Берковны (Марии Борисовны) Зайдеман (урождённой Арест, 1876—1940) и звенигородского мещанина, часовых и ювелирных дел мастера Меера Берковича (Мирона Борисовича) Зайдемана, владельца московских магазинов «Ювелирные вещи» в доме Брюсовых на Цветном бульваре, доме Потехина на Троицкой улице и доме Поляковой на 2-й Мещанской улице.
В 1918 году окончила историко-филологический факультет Московских высших женских курсов, в 1923 году — медицинский факультет 2-го Московского государственного университета. В 1923—1927 годах — ординатор клиники детских болезней 2-го МГУ, где занималась научными исследованиями в области детской гельминтологии под руководством А. А. Киселя. Одновременно в 1927—1937 годах — ассистент Центрального института охраны материнства и младенчества, в 1937—1939 годах — ассистент Института охраны детей и подростков. Диссертацию доктора медицинских наук защитила в 1943 году.
В 1939—1952 годах — профессор и заведующая кафедрой истории медицины Центрального института усовершенствования врачей. Уволена с работы в связи с «делом врачей».
С 1924 года работала врачом в яслях при центральном клубе Московско-Курской железной дороги, где организовала детские комнаты для матерей, занимавшихся в кружках по ликвидации неграмотности при клубе; опыт работы этих комнат Э. М. Зайдеман-Конюс доложила в 1925 году в секции санитарного просвещения на IX Всероссийском съезде бактериологов, эпидемиологов и санитарных врачей. В результате её доклада было принято решение распространить организацию подобных комнат по стране, для чего Э. М. Зайдеман-Конюс написала специальное руководство «Общественная и культурно-просветительная работа медицинского персонала по охране материнства и младенчества» (1928).
Была инициатором организации в СССР комнат матери и ребёнка на вокзалах, написала руководство по их работе («Охрана матери и ребёнка: комнаты матери и ребёнка на вокзалах и вагоны для пассажиров с детьми», 1937); в 1931 году на специальном совещании МК ВКП(б) по предложению Э. М. Зайдеман-Конюс было принято решение о создании на железнодорожных вокзалах «комнаты матери и ребёнка». Первые такие комнаты были созданы под руководством Э. М. Зайдеман-Конюс на вокзалах в Москве и впоследствии по их образцу на других железнодорожных узлах страны. Возглавляла показательную консультацию при Центральном институте охраны материнства и младенчества, участвовала в создании службы охраны материнства и младенчества в различных регионах страны (Бурятии, Кабардино-Балкарии, Донбассе, Иванове).
Основные научные труды посвящены детской гельминтологии, истории медицины, гигиене труда женщин и их детей (в частности работниц ткацких фабрик). Придерживалась взглядов о преемственности русской и советской социальной медицины. В 1940 году вышла её работа «Лев Толстой и пропаганда медицинских знаний». Книга «Защита материнства и детства в СССР» была переведена на несколько иностранных языков (английский, испанский, португальский, немецкий, датский); французский перевод был выполнен ею самой. Один из авторов-составителей «Учебника болезней раннего детского возраста» (М.—Л.: Биомедгиз, 1934. — 774 с.).
Значительной вехой в историографии детской медицинской помощи стала её обширная монография «Истоки русской педиатрии» (1946), где Э. М. Конюс подробно рассмотрела процесс формирования системы охраны материнства и детства в России и СССР. Истории педиатрии были также посвящены две другие монографии Э. М. Конюс — «Александр Андреевич Кисель и его школа» (1949) и «Пути развития советской охраны материнства и младенчества: 1917—1940» (1954). Особенной популярностью пользовалось её руководство «Мать и дитя: спутник родителей» (1939 и 1940), где беременность и роды рассматривались с медицински-биологической точки зрения.
Свободно владела идишем, французским, английским и немецким языками. Жила на Тверской улице, № 29, кв. 43.
Похоронена на Новодевичьем кладбище в Москве.

## Семья
- Муж — экономист Александр Александрович Конюс (сын теоретика музыки Г. Э. Конюса, брат артистки балета Н. Г. Конюс)[19][20][21].
  - Дочь — Елена Александровна Конюс (1923—2020), кандидат филологических наук (1953)[22].
- Брат — Илья Миронович Горский-Зайдеман (1904—1939, расстрелян)[18], инженер-химик и комсомольский деятель, выпускник МВТУ (1929)[23], в 1921 году возглавил первый пленум Марийского организационного комитета Российского коммунистического союза молодёжи и был избран первым ответственным секретарём Марийского областного комитета РКСМ[24], начальник первой советской лаборатории по разработке боевых отравляющих веществ на химическом заводе № 51, кавалер ордена Ленина[25][26].
- Сестра — Юлия Мироновна Зайдеман (1901—1973), заведующая кафедрой французского языка Московского областного педагогического института имени Н. К. Крупской[27], переводчик-референт[28][29][30].
  - Племянник — Александр Александрович Калягин, актёр театра и кино[31][32][33].

## Публикации
- Что нужно знать матери-крестьянке. М.: Долой неграмотность, 1925. — 40 с.
- Глисты. Как ими заражаются, какой вред они приносят, как от их уберечься. М.: Долой неграмотность, 1926.
- Клиника и профилактика наиболее распространённых глистных заболеваний у детей. Д-р Э. М. Конюс, ординатор Клиники детских болезней 2-го МГУ. М.: Охрана материнства и младенчества, 1927. — 46 с.
- Общественная и культурно-просветительная работа медицинского персонала по охране материнства и младенчества. М.: Охрана материнства и младенчества, 1928. — 80 с.
- Ushaghï nă ju̇r saqlamalï. Баку: Baku Ishchisi, 1928. — 49 с.
- Глисты у детей. М.—Л.: Государственное медицинское издательство, 1929; второе издание — там же, 1930. — 32 с.
- П. Антипов, Э. Конюс, Я. Крамер, А. Кудряшев. Комнаты матери и ребёнка на вокзалах: Из опыта работы МГК ВКП(б), Главной инспекции НКПС и Научного института охраны материнства и младенчества НКЗ по реконструкции московских вокзалов. М.—Л.: Гострансиздат, 1932. — 24 с.
- Protection de la maternite et de l’enfance dans l’Union sovietique / Dr. Esther Conus, medecin en chef du Dispensaire de l’Lnstitut. Moscou — Leningrade: Edition medicale d’etat, 1933. — 123 с.
- Protection of motherhood and childhood in the Soviet union / Dr. Esther Conus, chief-physician of the Dispensary of the Institute. Moscow — Leningrad: State medical editorship, 1933. — 118 с.
- Mutter-und kinderfursorge in der Sowjetunion / Dr. Esther Conus, oberarzt der Beratungs-und fursorgestelle des instituts. Moskau — Leningrad: Medizinischer staatsverlag, 1933. — 123 с.
- La mujer y el nino en la Union sovietica / Dr Esther Conus. Madrid: Cenit, 1934. — 137 с.
- Protegao a maternidade e a infancia na Uniao sovietica / Dra Esther Conus; Comissariado do povo para a saude publica da RSFSR. Inst. do estado de pesquisas cientificas para a protegao da maternidade e da infancia. Sao Paulo: Companhia editora nacional, 1935. — 165 с.
- Mor og Barn i Sovjetunionen. København: Mon des Forlag, 1935. — 73 s.
- Перестройка детского быта и жилищная кооперация. М.: Центрожилсоюз, 1935. — 69 с.
- Охрана матери и ребёнка: комнаты матери и ребёнка на вокзалах и вагоны для пассажиров с детьми. М.: Трансжелдориздат, 1937. — 77 с.
- Мать и дитя. Спутник для родителей. М.—Л.: Медгиз, 1939. — 232 с.; 2-е издание — там же, 1940. — 216 с.
- Берегите детей от глистов. Памятка. М.—Л.: Медгиз, 1940.
- Лев Толстой и пропаганда медицинских знаний. М.: Институт санитарного просвещения, 1940. — 56 с.
- Об уходе за малыми детьми. Челябинск: Челябгиз, 1942. — 61 с.
- Истоки русской педиатрии. М.: Медгиз, 1946. — 415 с.
- Александр Андреевич Кисель и его школа. М.: Центральный институт усовершенствования врачей, 1949. — 350 с.
- Вера Павловна Лебедева. М.: Институт санитарного просвещения, 1952. — 16 с.
- Пути развития советской охраны материнства и младенчества (1917—1940). М.: Центральный институт усовершенствования врачей, 1954. — 404 с.
- Нашим детям — здоровье и радость. М.: Знание, 1961. — 32 с.

## Переводы
- А. Пейпер. Функции мозга грудного ребёнка / Приват-доцент А. Пейпер. Авторизованный перевод д-ра Э. М. Конюс и А. Г. Конюс. Под ред. прив.-доц. Р. О. Лунц. М.—Л.: Государственное медицинское издательство, 1929. — 186 с.